# Amfilogiai
Amfilogiai, Amfilogia (gr. Αμφιλογιαι, Αμφιλογια, łac. Atercatio) – w mitologii greckiej demony sporów, dyskusji i rywalizacji. Byli dziećmi bogini niezgody, Eris.